# Mussig
Mussig (Müssig nel locale dialetto germanico) è un comune francese di 1 169 abitanti situato nel dipartimento del Basso Reno nella regione del Grand Est.

## Società

### Evoluzione demografica
Abitanti censiti